# キカイ探偵
『キカイ探偵』（キカイたんてい）は、福原鉄平による漫画作品。『コミックバーズ』において、連載された。

## 舞台設定
太平洋戦争の戦後間もない日本が舞台。機械の体をもつ怪人が存在して悪さをする一方、怪人専門の探偵も存在する。

## 登場人物
銑極超志郎（せんごく ちょうしろう）
怪人専門の探偵。自身も機械の体でできている。

### 少女探偵団（銑極の助手）
轟未都子（とどろき みつこ）
盲目だがよく気の利く。
濾呂可炎（ごすろ かたん）
人形などの小細工造りが得意。
実相寺蝶佳廊（じっそうじ ちょうかろう）
親が大富豪で自身は浪費家。
実相寺雪之丞（じっそうじ ゆきのじょう）
蝶佳廊の妹で蝶佳廊のことが大好き。

## サブタイトル
- 怪人燈（2003年4月号掲載）
- 人形王国の謎（2003年8月号）
- 天使館の妖女（2003年10月号）
- 骨董の鬼と人外境綺談（2004年3月号）
- 瓊脂坂の脳汁搾りの家（2004年5月号）
- 福魔術師（2004年8月号）
- 學舎幻圖（2004年10月号）
- 黒雨M（2005年2月号）
- 東京ピラミッド（2005年4月号）